# Municipio de Bearfield
El municipio de Bearfield (en inglés: Bearfield Township) es un municipio ubicado en el condado de Perry en el estado estadounidense de Ohio. En el año 2010 tenía una población de 1677 habitantes y una densidad poblacional de 23,43 personas por km².

## Geografía
El municipio de Bearfield se encuentra ubicado en las coordenadas 39°41′11″N 82°4′47″O / 39.68639, -82.07972. Según la Oficina del Censo de los Estados Unidos, el municipio tiene una superficie total de 71.56 km², de la cual 70,8 km² corresponden a tierra firme y (1,07 %) 0,76 km² es agua.

## Demografía
Según el censo de 2010, había 1677 personas residiendo en el municipio de Bearfield. La densidad de población era de 23,43 hab./km². De los 1677 habitantes, el municipio de Bearfield estaba compuesto por el 98,63 % blancos, el 0,12 % eran afroamericanos y el 1,25 % eran de una mezcla de razas. Del total de la población el 0,36 % eran hispanos o latinos de cualquier raza.